# فالسويبوتنن
فالسويبوتنن (بالنرويجية: Valsøybotnen) هي قرية ومنطقة سكنية تقع في مقاطعة موره ورومسدال، النرويج.[بحاجة لمصدر] يُقدّر عدد سكانها، وترتفع عن سطح البحر 20 متر.